# Townsia subaberrans
Townsia subaberrans är en tvåvingeart som först beskrevs av Walley 1934.  Townsia subaberrans ingår i släktet Townsia och familjen fjädermyggor.
Artens utbredningsområde är Guyana. Inga underarter finns listade i Catalogue of Life.